# Conimbriga

Conimbriga est une des cités antiques d'époque romaine les plus importantes du Portugal. Classée monument national, elle se situe à 16 km de Coïmbra et 2 km de Condeixa-a-Nova. Le site possède un musée qui présente les objets trouvés par les archéologues pendant leurs fouilles notamment des pièces et des objets chirurgicaux. Le nom de Conimbriga, également connu sous la forme Coniumbriga sur l'itinéraire d'Antonin, viendrait du nom du peuple celte, les Cynètes.
Bien qu'elle ne soit pas la plus grande des cités romaines du Portugal, c'est la mieux préservée : les murailles sont presque intactes. On admire toujours les nombreuses mosaïques, fondations de maisons et des bains publics (notamment les systèmes de chauffage, les hypocaustes).

## Localisation
Conimbriga se situe à 16 km de Coïmbra et 2 km de Condeixa-a-Nova, sur un plateau calcaire encadré de deux ravins crées par des lits de torrents. Cette configuraton fut favorable à la fondation d'un oppidum celtique, probablement par la tribu celtisée des Conii.

## Histoire
Comme de nombreux sites antiques, la cité de Conímbriga connaît plusieurs périodes d'occupation. Les premières traces d'occupation humaine datent de l'âge du fer au IXe siècle av. J.-C. Les Romains, dans leur conquête de la péninsule ibérique et dans la guerre qui les opposaient aux Lusitaniens arrivent sur le site en -138 : c'est le général Decimus Junius Brutus Callaicus à la tête des légions romaines qui pousse la conquête de l'Ibérie sur cette façade occidentale après la mort de Viriate. Il assimile les peuples celtes locaux et établit l'oppidum florissant de Conimbriga.
Les fouilles archéologiques menées en 1913 puis les campagnes systématiques organisées par la mission archéologique française au Portugal entre 1974 et 1976 attestent l'existence d'une occupation humaine du site dès le IXe siècle av. J.-C. À l'arrivée des Romains, le site de Conímbriga abritait déjà un important oppidum celte.
À la suite des vicissitudes de la conquête de la Péninsule Ibérique, l'ensemble du territoire se retrouve sous domination romaine. La cité de Conimbriga est alors érigée en civitas par Auguste et bénéficie d'une première restructuration urbaine avec notamment la construction d'un premier forum et de thermes qui transforment profondément en le détruisant le tissu urbain préexistant.
Une seconde restructuration urbaine aura lieu peu de temps après sous la dynastie flavienne et de nouveaux thermes viendront remplacer les précédents ainsi qu'un nouveau forum et tout cela dans le cadre de la municipalisation de l'oppidum.
Conimbriga, qui se trouve sur la voie reliant Olisipo à Bracara Augusta, s'enrichit et est le siège d'une aristocratie profondément romanisée et aisée, ce que l'on voit à travers deux villas urbaines, la Casa dos Repuxos (Maison des fontaines) et la maison au vase phallique.
Toutefois avec la crise du IIIe siècle et le climat d'insécurité des répercussions se font jour dans toute la province de Lusitanie et quand elle se terminera, Conimbriga sera l'objet d'une fortification dont on peut voir les vestiges encore aujourd'hui.
Ces fortifications ne seront cependant d'aucune utilité quand la Péninsule Ibérique sera finalement envahie par les peuples germaniques en 409. Elle ne peut ainsi résister à l'assaut des Suèves qui en 465 et 468 poussent la population à fuir vers le site plus facile à défendre de Coimbra (l'antique Aeminium) qui reprend à cette occasion le nom de la cité désertée.
La cité vidée de ses habitants est progressivement oubliée et disparaît avant d'être redécouverte à l'époque moderne, presqu'intacte et permettre à l'archéologie contemporaine d'en faire un champ important de l'étude de cette période.

## Galerie

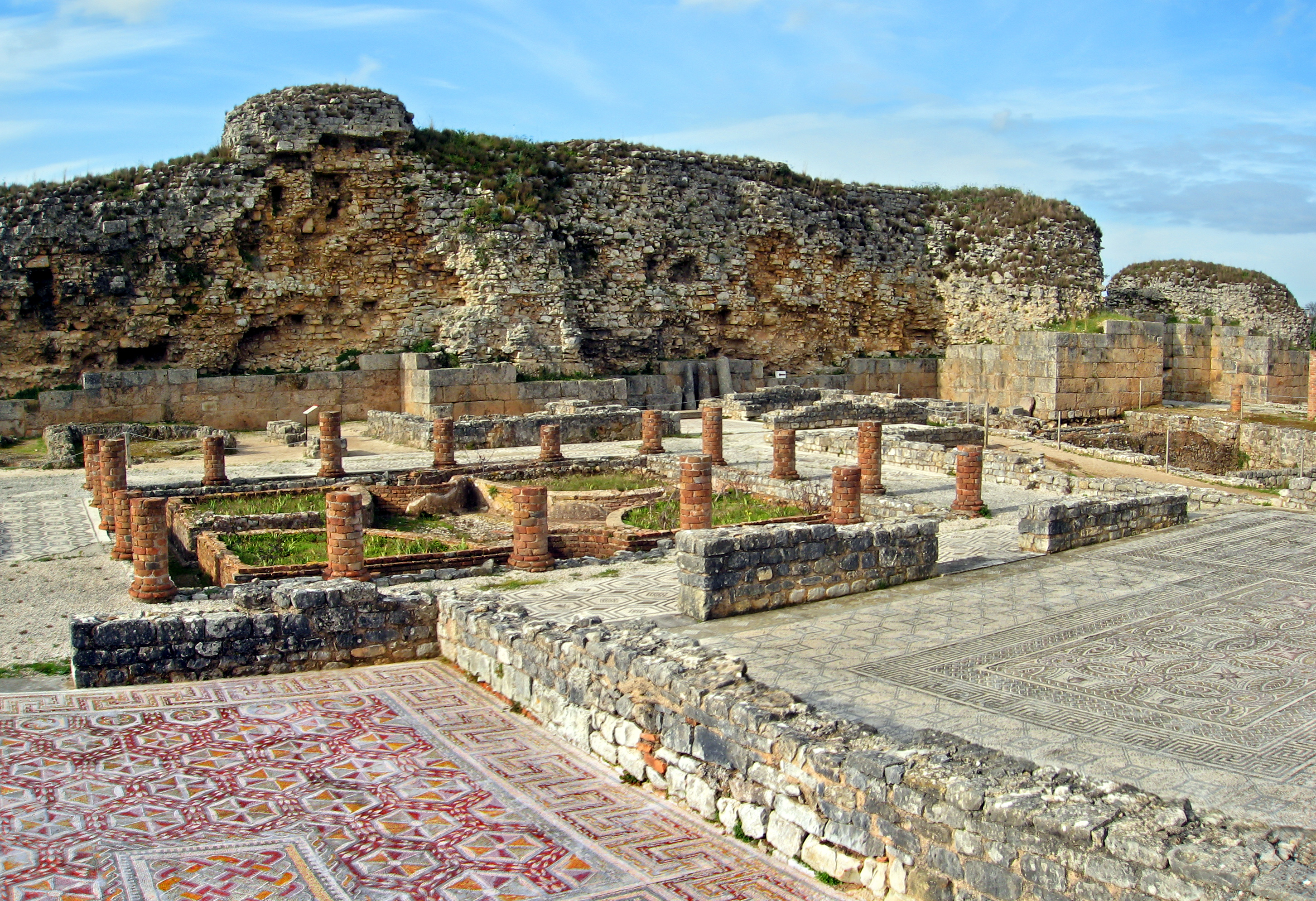
Villa romaine
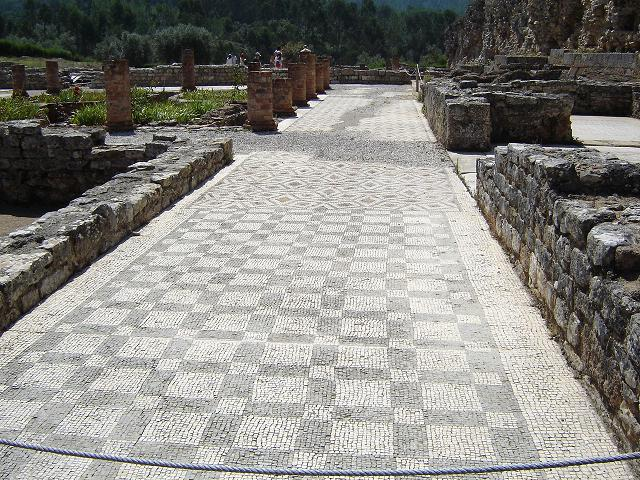
Mosaïque du couloir de la villa swastika
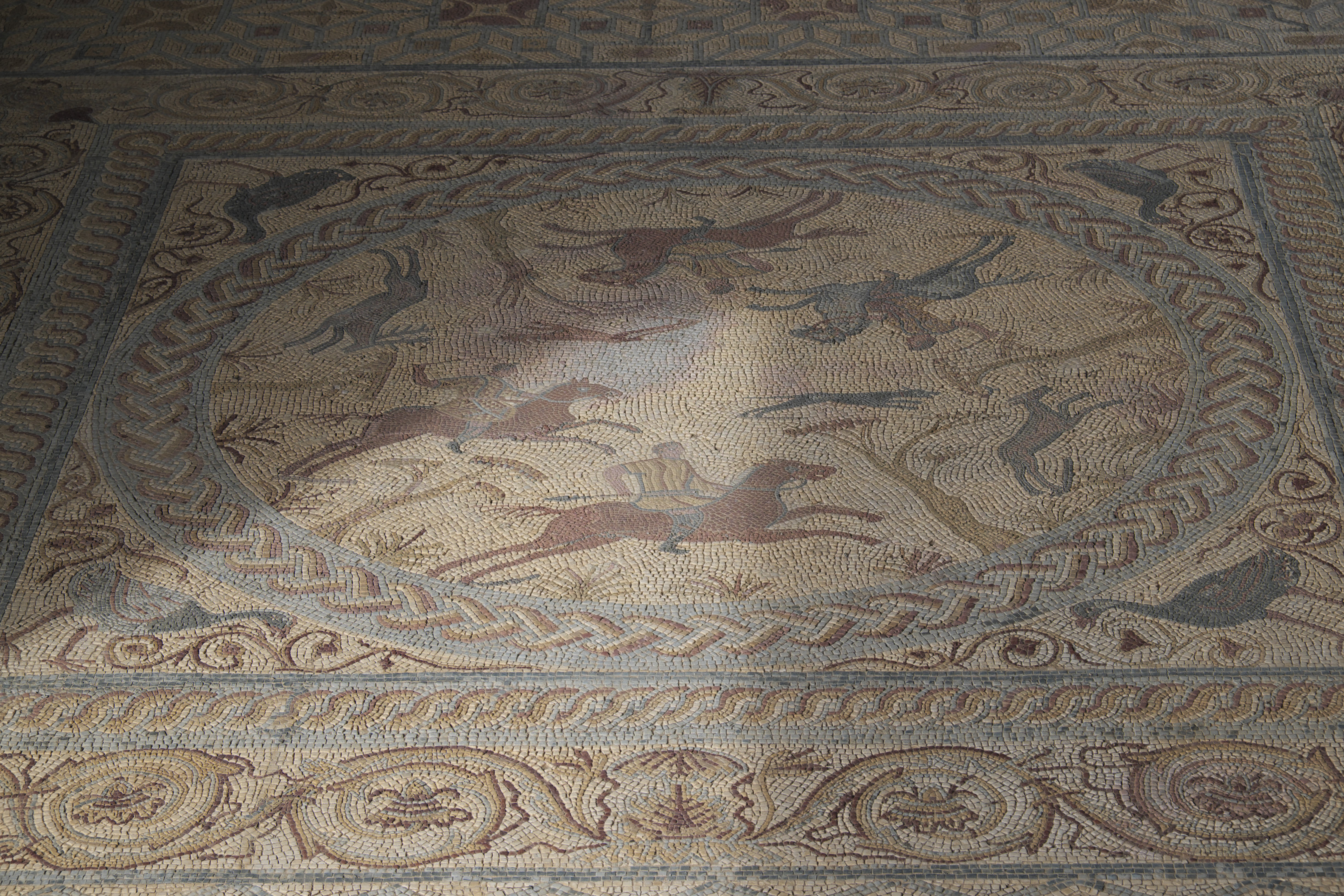
Mosaïque